# Carlo Beenakker
Carlo Willem Joannes Beenakker (Leiden, 9 juni 1960) is sinds 1992 hoogleraar in de theoretische natuurkunde aan de Universiteit Leiden. Beenakker geeft leiding aan de Nanophysics-groep.

## Leven en werk
Carlo Beenakker is de zoon van twee natuurkundigen: Jan Beenakker en Elena Manaresi. Beenakker studeerde in 1982 cum laude af in de natuurkunde aan de Universiteit Leiden en promoveerde daar in 1984 bij Peter Mazur. Na een jaar als post-doc in de Verenigde Staten, werkte hij vervolgens bij het Philips Natuurkundig Laboratorium te Eindhoven. In 1997 won hij de Nationale Wetenschapsquiz.
In 1999 kreeg Beenakker de Spinozapremie van NWO. Ter gelegenheid van Koningsdag 2015 werd hij benoemd tot Ridder in de Orde van de Nederlandse Leeuw.